# قائمة أعمال حسين الشريف
قائمة أعمال حسين الشريف
تضم هذه القائمة الأعمال التي شارك بها الممثل المصري حسين الشريف، منها بطولة مطلقة ، مشتركة أو كظهور في بعض المشاهد.

## أفلام
| - لا تقتلوا الحب:2000 - أبو خطوة:1998 - إمبراطورية الشر:1998-ضابط - إثر حادث أليم:1997 - الخطيئة السابعة:1996 - أبو زيد زمانه:1995 - غريب في الميناء:1995-ضابط مباحث - الناجون من النار:1994 - ونسيت أني امرأة:1994 - أقوى الرجال:1993 - ليل ورجال:1993 - السرعة لا تزيد عن صفر:1992 - المتهمون:1992 - بنات في ورطة:1992-ضابط شرطة - دكتوراه مع مرتبة الشرف:1992 - رجل من نار:1992 - سفاح في مدرسة المراهقات:1992 - لعبة الإنتقام:1992-استقبال المستشفى - أبو كرتونة:1991 - البحث عن سيد مرزوق:1991 - الحلم القاتل:1991 - المزاج:1991 - المشاغبات والكابتن:1991-خالد مساعد الطيار - المواطن مصري:1991 - بنت مشاغبة جداً:1991 - شياطين المدينة:1991 - مجرم رغم أنفه:1991-ضابط شرطة - يا ناس يا هووه:1991 - البيضة والحجر:1990-ضابط شرطة - الشيطانة:1990-سعد - العفاريت:1990-المُقدم رفعت - بلاغ للرأي العام:1990 - تحت الصفر:1990-شرطي في المطار ضيف شرف - درب الرهبة:1990-مجدي ضابط المباحث - قضية سميحة بدران:1990 - أرملة رجل حي:1989 - اغتصاب:1989 - العميل رقم 13:1989-ضابط شرطة - المشاغبات في خطر:1989-ضابط - انا والعذراء والجدي:1989 - ترويض الرجل:1989 - عنبر الموت:1989 - قاتل مغاوري:1989 - كابوس:1989-ضابط شرطة | - لست قاتلا:1989 - أرباب سوابق:1988-ضابط القسم - الأب الشرعي:1988 - التحدي:1988 - الدنيا جرى فيها إيه:1988-راكب بالطائرة - السجينتان:1988 - الشاويش حسن:1988 - المجنون:1988 - أيام الرعب:1988 - جواز في السر:1988 - صاحب العمارة:1988 - الخرتيت:1987-ضابط شرطة - الشرابية:1987 - العرضحالجي في قضية نصب:1987-شاكر المحضر - القانون لا يعرف عائشة:1987 - اللعيبة:1987-ضابط شرطة - المتمرد:1987-ضابط - المخطوفة:1987-جابر ضيف شرف - المرأة الحديدية:1987-ضابط القسم - المشاغبات الثلاثة:1987 - امرأتان ورجل:1987-مراد - بنات حارتنا:1987 - حارة الجوهري:1987-أسامة - شاهد إثبات:1987 - عندما تشرق الأحزان:1987 - لعبة الكبار:1987-ضابط شرطة - لقاء في شهر العسل:1987 - الأوباش:1986 - الخط الساخن:1986-عبدالعزيز سالم - السفلة:1986 - القطار:1986-أمير - المخبر:1986 - امراة مطلقة:1986-الضابط - حد السيف:1986-الضابط - سترك يارب:1986-زكريا البارمان - سري للغاية:1986-صحفي - عصر الذئاب:1986 - كدابين الزفة:1986 - كراكون في الشارع:1986 - كلمة السر:1986 - لا تدمرني معك:1986-ضابط المطار - من فضلك واحسانك:1986 - نأسف لهذا الخطأ:1986-ضابط شرطة - آباء وأبناء:1985 | - الأستاذ يعرف أكثر:1985 - الجوهرة:1985-الساعي - الرجل الذي عطس:1985 - الصعاليك:1985-ضابط الشرطة - المنتقمون:1985-ضابط القسم - أنا:1985 - خلي بالك من عقلك:1985-طالب جامعي - ريـال فضة:1985 - صفقة مع إمرأة:1985-عادل ضابط شرطة - عسل الحب المر (دنيا الله):1985-ظابط شرطة - عشرة على عشرة (10 على 10):1985 - فتوة درب العسال:1985 - احترس من الخُط:1984 - أسود سيناء:1984 - التخشيبة:1984-عبدالسلام ظابط شرطة - الثعلب والعنب:1984-مندوب الدعاية - الطائرة المفقودة:1984 - الطيب أفندي:1984-ضابط - اللعنة:1984-تمرجى - المحظوظ:1984-جاد - المشاغبون في الجيش:1984 - النصابين:1984 - النمر الأسود:1984-مدحت - الهلفوت:1984 - بحر الأوهام:1984 - بنات إبليس:1984-عسكري - جبروت امرأة:1984-طبيب - شقة الأستاذ حسن:1984 - شوارع من نار:1984-قاتل الميجور - كله تمام:1984-ضابط - ليلة القبض على فاطمة:1984-ظابط البوليس - مين فينا الحرامي:1984 - إضراب المجانين:1983 - الجواز للجدعان:1983 - الذئاب:1983-ثروت - الراجل اللي باع الشمس:1983-أمين شرطة - السادة المرتشون:1983 - الغول:1983-أمين الشرطة - إن ربك لبالمرصاد:1983 - جدعان باب الشعريه:1983 - دعوة للزواج:1983 - ريا وسكينة:1983 - عضة كلب:1983 - غريب ولد عجيب:1983 | - كيدهن عظيم:1983-ضابط المخفر - نص أرنب:1983-موظف بالبنك - أرزاق يا دنيا:1982 - أشياء ضد القانون:1982-أحمد - الحل اسمه نظيرة:1982 - الدباح:1982 - إنهيار:1982 - تجيبها كده تجيلها كده هي كده:1982-ضابط شرطة - دعوة خاصة جدا:1982 - رجل في سجن النساء:1982 - رحلة الشقاء والحب:1982 - سواق الأتوبيس:1982-ضابط - على باب الوزير:1982 - غريب في بيتي:1982-لاعب بالنادى - العرافة:1981-وفد الطلبه - المشبوه:1981-ضابط شرطة - أمهات في المنفى:1981-وكيل نيابة - أنا المجنون:1981-فرد شرطة - رحلة الرعب:1981 - فتوات بولاق:1981 - لن أغفر أبدًا:1981-ضابط - ليلة شتاء دافئة:1981 - موعد على العشاء:1981-الضابط - الحب وحده لا يكفي:1980 - الفقراء أولادي:1980 - درب الفنانين:1980 - سأعود بلا دموع:1980-عامل بالمصنع - غاوي مشاكل:1980 - احنا بتوع الأتوبيس:1979 - أقوى من الأيام:1979 - خدعتني امرأة:1979-مجاهد - الأقمر:1978 - أولاد الحلال:1978-مقدم الحفل - سكة العاشقين:1978 - شباب يرقص فوق النار:1978 - مسافر بلا طريق:1978 - مغامرون حول العالم:1978-فى بوفيه السفينة - الولد الغبي:1977 - أين المفر ؟..:1977 - الدموع الساخنة:1976-من رواد الكباريه - وجها لوجه:1976-ضابط شرطة - التراب الأحمر |

## مسلسلات
| - أهل الهوى:2013-عبد الفتاح - ربيع الغضب:2012 - حكايات البنات:2009 - وكالة عطية:2009 - الهاي سكول:2008 - عاليها واطيها:2008 - حاسبوا منه:2007 - عقدة ماما عزيزة:2007 - أذكى غبي في العالم:2006 - الإمام المراغي:2006-محامي مسعدة - أولاد الغالي:2006 - عفريت القرش:2006 - مواطن بدرجة وزير:2006 - والحب أقوى:2006 - أحلام سارة:2005 - رياح الغدر:2005 - المعمورة:2004 - تعالوا نكتب قصة:2004 - حدث في الهرم:2004 - محمود المصري:2004 - المرأة في الإسلام:2003 - أمر ازالة:2002 - أوراق مصرية ج2:2002-ضابط في الصعيد - حلم ابن السبيل:2002-جاد عامل بمصنع ثروت - البيضاء:2001 - آمال وأقدار:2001 - خالف تعرف:2001 - ضبط وإحضار:2001-ضابط شرطة بالإسكندرية - قسمتي ونصيبي:2001-الضابط - الحب والاختيار:2000 - العائلة والناس:2000 - الفسطاط:2000 | - مرات جوزي:2000 - الاعصار:1999 - امسك الخشب:1999 - حرث الدنيا:1999 - ع الحلوه والمره:1999 - فرط الرمان:1999 - الحساب:1998 - أوراق مصرية ج1:1998-ضابط في الصعيد - أوراق من المجهول:1998 - الخط الساخن:1997 - القضاء في الإسلام (ج7):1997 - عباسية واحد:1997-سعدون - يوميات ونيس ج4:1997 - أبو العلا 90:1996 - أمواج لا تصل إلى شاطئ:1996 - بيت الجمالية:1996 - حكايات مستر أيوب ومسز عنايات:1996-الضابط ابن خالة أشرف - رسالة خطرة:1996 - عندما تتحرك الجبال:1996 - وسادسهم الزمن:1996 - وصية المالكي:1996 - أحلام.. كو:1995-وكيل النيابة - الزيني بركات:1995-من أمراء المماليك - الوهم والسلاح:1995 - شيء في صدري:1995 - على باب الوزير:1995-ضابط - أحلام العنكبوت:1994 - الدنيا حظوظ (لا للزوجات):1994 - أبرياء في المصيدة:1993 - عصر الفرسان:1993 - ناس ولاد ناس:1993 - بيت العيلة:1992 | - حافة الهاوية:1992 - البخيل وأنا:1991-علي - البريمو:1991 - سحور على مائدة أشعب:1991 - اليقين:1990 - عائلة الأستاذ شلش:1990-حلمي السائق - أحلام في الظهيرة:1989 - الماضي يأتي غدا:1989 - تزوج وابتسم للحياة:1988 - رأفت الهجان ج1:1988-ضابط شرطة - صابر يا عم صابر:1988 - أحلام اليقظة:1987 - الزنكلوني:1987 - الزوجة أول من يعلم:1987 - بكيزة وزغلول:1987 - رحلة في نفوس البشر:1987 - صائمون والله أعلم:1987 - من الليل شروق:1987 - الأفيال:1986 - اللاعب والدمية:1986 - المكتوب على الجبين:1986 - رحلة السيد أبو العلا البشري:1986 - عطش السنين:1986 - ينابيع النهر:1986 - برديس:1985 - رسول الإنسانية:1985 - الاحباب والمصير:1984 - أهلًا أهلًا بالسكان:1984 - غريب على الطريق:1984 - في قافلة الزمان:1984 - أديب:1982 | - الباقي من الزمن ساعة:1982 - النديم:1982 - داليا المصرية:1982 - عم حمزة:1981 - مليون في العسل:1981 - وفيه ناس طيبين:1981 - القناع الزائف:1980 - دموع في عيون وقحة:1980-عزمي - عيون:1980 - مبروك جالك ولد:1980-عامل البدالة - الأيام:1979 - العملاق:1979 - الوليمة:1979 - أحلام الفتى الطائر:1978 - الشاطئ المهجور:1975 - اثنين تحت الصفر - المشهد الأخير - بعد الضياع - بعد العاصفة - ثم تشرق الشمس - حكم الزمن - حواديت كل يوم - رفقا ايها الابناء - زمن عايش - شقة بدون سقف - عباد الرحمن - عمي العزيز - لمن يهمه الأمر - لم يكن أبدا لها - مهلا أيها الخريف - ولدي |

## سهرة تليفزيونية
| - القلب الحائر:1994 - الزنزانة:1983 - القصاص:1983 - الأيام الخضراء - الدليل - الفراشة | - القاضي - القناع - الهارب - بدون تحقيق - تحت المراقبة - جواز عالموضة | - حادثة قطار - حب وطب (الحب هذا العملاق) - حكم القدر - حلال المشاكل - صفحة من كتاب الحب | - عازف الصخر - فتش عن الرجل - لا وقت للخوف - محاكمة في الزمن الضائع - هو وهو-بائع الورد |

## أخرى
- لا تخرجوا آدم من الجنة:2002-صاحب كشك للزهور
- المتزوجون في التاريخ:1993
- حياتي:1988
- أحلام رجل يموت بطيئا